# トム・マクローリン
トム・マクローリン（Tom McLoughlin、1950年7月19日 - ）は、アメリカ合衆国の映画監督、俳優。

## 作品
- 真実への旅路
- パトリシア・コーンウェル　前線
- パトリシア・コーンウェル　捜査官ガラーノ
- ゴシップ・チアガール
- 女捜査官グレイス　～天使の保護観察中 シーズン1
- インターネット／甘い誘惑
- サンタよ、愛を取りもどせ！
- スナイパー　連続狙撃犯
- WITHOUT A TRACE／FBI 失踪者を追え！ シーズン1
- 消された真実　グリニッチ殺人事件
- アンディ・ガルシア　沈黙の行方
- 仮面の顔／ほんとうの顔
- こころのベル／ふれあいは言葉を超えて
- 第三双生児
- フェアリーテイル
- 亡霊の館
- 堕ちた女
- ブロス/やつらはときどき帰ってくる
- 魔界倶楽部・特別篇
- フレディの悪夢
- 新・世にも不思議なアメージング・ストーリー7
- 天使とデート
- 世にも不思議なアメージング・ストーリー
- 13日の金曜日 PART6 ジェイソンは生きていた!
- 不思議の国のアリス
- 吸精鬼／ワン・ダーク・ナイト

## 出演作品
- HIS NAME WAS JASON　～「13日の金曜日」30年の軌跡～